# نادی‌ماروش
نادْیْ‌‌ماروش (به مجاری:  Nagymaros) یک منطقهٔ مسکونی در مجارستان است که در ناحیه سوب واقع شده‌است. نادی‌ماروش ۳۴٫۳۹ کیلومتر مربع مساحت و ۴٬۷۲۱ نفر جمعیت دارد.